# リュドミラ・グルチェンコ
リュドミラ・マルコヴナ・グルチェンコ(Lyudmila Markovna Gurchenko、Людмила Марковна Гурченко、1935年11月12日 - 2011年3月30日）は、ロシアの女優。ウクライナ・ソビエト社会主義共和国（現ウクライナ）ハルキウ出身。
1956年に映画デビューし、以来死の直前まで多くの映画への出演を続けた。ポップシンガーとしても活動を行っていた。

## 主な出演作品
- すべてを五分で Karnavalnaya Nochy （1956年）
- 白い爆発 Belyj Vzryv （1970年）
- 戦争のない20日間 Dvadtsat Dney Bez Voyny （1976年）
- 五つの夜に Cinq Soirees （1979年）
- シベリアーダ Sibiriada （1979年）
- ふたりの駅 A Railway Station for Two （1982年）